# Merrionette Park
Merrionette Park – wieś w Stanach Zjednoczonych, w stanie Illinois, w hrabstwie Cook.